# Saint-Andéol (Drôme)
Saint-Andéol ist eine französische Gemeinde im Département Drôme in der Region Auvergne-Rhône-Alpes. Sie gehört zum Arrondissement Die und zum Kanton Le Diois. 

## Lage
Sie grenzt im Norden an Saint-Julien-en-Quint, im Osten an Marignac-en-Diois, im Südosten an Ponet-et-Saint-Auban und Sainte-Croix, im Südwesten an Vachères-en-Quint und im Westen an Eygluy-Escoulin. Das Gemeindegebiet wird vom Flüsschen Sure durchquert.

## Bevölkerungsentwicklung
| Jahr                       | 1962 | 1968 | 1975 | 1982 | 1990 | 1999 | 2008 | 2016 |
| -------------------------- | ---- | ---- | ---- | ---- | ---- | ---- | ---- | ---- |
| Einwohner                  | 73   | 55   | 34   | 27   | 23   | 34   | 54   | 80   |
| Quellen: Cassini und INSEE |      |      |      |      |      |      |      |      |